# Джордж (ПАР)
Джордж  (афр. George) — місто розташоване в ПАР, Західна Капська провінція з населенням близько 203 тис. осіб та загальною площею 1,072 км².

## Розташування
Місто розташоване на півдорозі між містами Кейптаун та Порт-Елізабет в регіоні Гарден-Рут. Населений пункт розташований на 10 км плато між горами Оутеніква на півночі і Індійським океаном на півдні. Містечко Пакальцдорп лежить на півдні від Джорджа.

### Клімат
Місто знаходиться у зоні, котра характеризується кліматом тропічних степів. Найтепліший місяць — лютий із середньою температурою 20.6 °C (69 °F). Найхолодніший місяць — липень, із середньою температурою 14.4 °С (58 °F).
| Клімат Джорджа          | Клімат Джорджа | Клімат Джорджа | Клімат Джорджа | Клімат Джорджа | Клімат Джорджа | Клімат Джорджа | Клімат Джорджа | Клімат Джорджа | Клімат Джорджа | Клімат Джорджа | Клімат Джорджа | Клімат Джорджа | Клімат Джорджа |
| Показник                | Січ.           | Лют.           | Бер.           | Квіт.          | Трав.          | Черв.          | Лип.           | Серп.          | Вер.           | Жовт.          | Лист.          | Груд.          | Рік            |
| Середній максимум, °C   | 23,9           | 25             | 23,9           | 22,8           | 22,8           | 21,1           | 21,1           | 21,1           | 21,1           | 22,2           | 21,1           | 22,8           | 22,4           |
| Середня температура, °C | 20             | 20,6           | 19,4           | 17,8           | 17,2           | 15             | 14,4           | 14,4           | 15             | 16,7           | 17,2           | 18,9           | 17,2           |
| Середній мінімум, °C    | 16,1           | 16,1           | 15             | 12,8           | 11,1           | 8,9            | 7,8            | 7,8            | 8,9            | 11,1           | 12,8           | 15             | 11,9           |
| Норма опадів, мм        | 60             | 50             | 50             | 70             | 40             | 50             | 50             | 60             | 60             | 90             | 60             | 70             | 710            |
| Днів з опадами          | 10             | 8              | 9              | 8              | 6              | 6              | 7              | 9              | 8              | 10             | 9              | 9              | 99             |
| Вологість повітря, %    | 80             | 80             | 80             | 75             | 70             | 65             | 65             | 70             | 75             | 75             | 75             | 75             | 73.8           |
| ----------------------- | -------------- | -------------- | -------------- | -------------- | -------------- | -------------- | -------------- | -------------- | -------------- | -------------- | -------------- | -------------- | -------------- |
| Джерело: Weatherbase    |                |                |                |                |                |                |                |                |                |                |                |                |                |

## Історія
Місто Джордж було засноване в результаті зростання попиту на деревину, використовувану в будівництві, транспорті та виготовленні меблів. В 1776 голландська Ост-Індійська компанія створила форпост для надання деревини; цим місцем вважається теперішній західний кінець вулиці Йорк-стріт. Джордж отримав статус міста в 1837 році.

## Транспорт
Дорога:

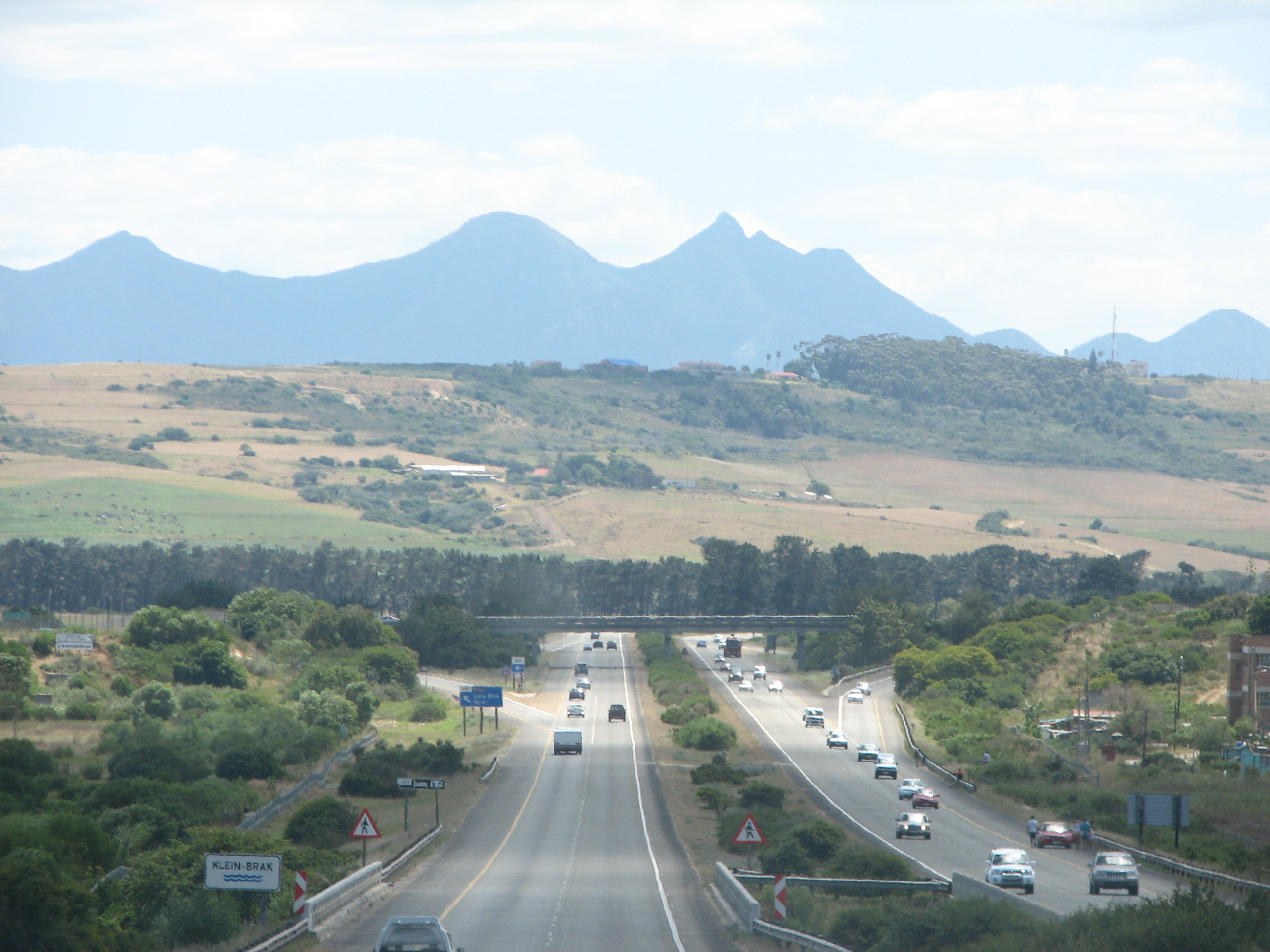
Автошлях N2 між Моссел-Бей та Джорджом

Джордж розташований за 420 км на схід від Кейптауна по автошляху N2 і за 330 км на захід від міста Порт-Елізабет. З міста бере свій початок автошлях N12.
Залізниця:
У місті Джордж відсутні регулярні послуги пасажирських перевезень залізницею. Rovos Rail та the Union Limited, надають поїздки старовинними потягами до Гарден Роут.
Повітря:
Джордж (аеропорт) (МАПТ код GRJ), розташований на відстані 7 км від центру міста, здійснює регулярні рейси до аеропортів Кейптауна, Кінг Шака (Дурбан) та міжнародного аеропорту імені О. Р. Тамбо (Йоганнесбург).

## Видатні земляки
- Монік Кассі — співачка, акторка і танцюристка
- Етьєн Стейн — співак та пісняр
- Марко Вензел — колишній Спрінгбок

## Міста-побратими
- Такома
- Фучжоу